# Xantolis cambodiana
Xantolis cambodiana là một loài thực vật có hoa trong họ Hồng xiêm. Loài này được Marcel Marie Maurice Dubard miêu tả khoa học đầu tiên năm 1911, dựa theo mô tả năm 1890 của Jean Baptiste Louis Pierre, với danh pháp Planchonella cambodiana. Năm 1957, Pieter van Royen chuyển nó sang chi Xantolis.
Loài này có tại Campuchia, Lào, Thái Lan và Việt Nam. Tên gọi tại Việt Nam bao gồm: sến găng, găng tu hú, dau ka diệu.

## Mô tả
Mô tả dưới đây lấy theo Phạm Hoàng Hộ.
Đại mộc nhỏ; mủ trắng; gai ngay. Phiến lá nhỏ, 3,3-6,5 x 2,5-4 cm, có lông dày mặt dưới, gân phụ mảnh, 5-6 cặp; cuống ngắn. Chụm; cọng 3 mm; đài 2,5 mm, có lông mặt ngoài; cánh hoa 4,5 mm; tiểu nhụy lép 5, có mũi nhọn. Trái xoan, có lông, to 2,5 cm; quả bì cứng; hột 1, dẹp, thẹo dài. Gỗ trắng; trái ăn được; lá, rễ kiện vị, thanh huyết, sinh sữa. Rừng đến 400 m: Hà Sơn Bình, Bắc Thái, Phú Khánh, Phan Rang; III-IV, 3.